# Sarah Bensaad
Sarah Bensaad, née le 27 janvier 1987, est une athlète tunisienne, spécialiste du lancer du marteau.

## Biographie
Sarah Bensaad s'adjuge la médaille d'argent du lancer du marteau lors des Jeux africains de 2011, devancée par la Sénégalaise Amy Sène.
Elle remporte trois médailles de bronze consécutives lors des championnats d'Afrique en 2012 à Porto-Novo, 2014 à Marrakech et 2016 à Durban.

### Palmarès
| Date | Compétition            | Lieu       | Résultat | Épreuve           | Marque  |
| ---- | ---------------------- | ---------- | -------- | ----------------- | ------- |
| 2011 | Jeux africains         | Maputo     | 2e       | Lancer du marteau | 59,65 m |
| 2011 | Championnats panarabes | Doha       | 1re      | Lancer du marteau | 60,49 m |
| 2012 | Championnats d'Afrique | Porto-Novo | 3e       | Lancer du marteau | 60,75 m |
| 2014 | Championnats d'Afrique | Marrakech  | 3e       | Lancer du marteau | 60,97 m |
| 2016 | Championnats d'Afrique | Durban     | 3e       | Lancer du marteau | 62,53 m |

### Records
| Épreuve           | Performance | Lieu    | Date          |
| ----------------- | ----------- | ------- | ------------- |
| Lancer du marteau | 65,93 m     | Bobigny | 27 avril 2014 |